# フランス軍事博物館
フランス軍事博物館（フランスぐんじはくぶつかん、フランス語：Musée de l'Armée）は、フランスパリ7区オテル・デ・ザンヴァリッド（別名：アンヴァリッド）内にある国立軍事博物館である。
1905年に軍事歴史博物館（1896年設立）、砲兵博物館（1795年設立、1871年にアンヴァリッドに移動）が合併して設立された。

## 見取り図
オテル・デ・ザンヴァリッドの見取り図。青色部がフランス軍事博物館である。
| Le plan de l'Hôtel des Invalides                                                   | |
| ドーム教会 サン＝ルイ教会 フランス軍事博物館 立体地図博物館 レジスタンス解放博物館 | 国立アンヴァリッド研究所 アンヴァリッド事務所 パリ軍事事務所 フランス解放勲章記録保管所 国家退役軍人・戦争被害者委員会 |

## 収蔵品
- フランソワ1世の剣 (16世紀)
- アンリ2世の バーゴネット兜 (1550s)
- 乾隆帝の鎧 (18世紀)
- ルノー FT-17 軽戦車（1917年）